# Turiaçu
Turiaçu is een gemeente in de Braziliaanse deelstaat Maranhão. De gemeente telt 33.649 inwoners (schatting 2009).